# Kazimierz Bukowski
Kazimierz Bukowski (ur. 10 maja 1933 w Łopusznej koło Nowego Targu, zm. 5 września 1999 w Larnace) – polski ksiądz katolicki, pisarz, teolog.

## Życiorys
Urodził się na Podhalu, ale od młodych lat mieszkał w Myślenicach. Zdał maturę w 1951, a potem podjął decyzję o studiach teologicznych, które odbył w Krakowskim Seminarium Duchownym i na Wydziale Teologicznym Uniwersytetu Jagiellońskiego. Został wyświęcony na kapłana 24 czerwca 1956 roku. W latach 1967–1969 studiował w Rzymie socjologię. Po powrocie do Polski, na polecenie ks. kard. Karola Wojtyły, założył dwumiesięcznik dla księży „Materiały Homiletyczne”. W 1979 otrzymał stypendium naukowe na Uniwersytecie w Lovain la Neuve. W 1982 obronił pracę doktorską na Papieskiej Akademii Teologicznej w Krakowie z filozofii miłości Maurice’a Nédoncelle’a, którą napisał pod kierunkiem ks. prof. Józefa Tischnera. 
Należał do Stowarzyszenia Pisarzy Polskich. W swoim dorobku miał kilkanaście pozycji książkowych z dziedziny religioznawstwa. Jego publikacje dydaktyczno-światopoglądowe, m.in. Biblia a literatura polska, były wielokrotnie wznawiane. 
Zmarł nagle na Cyprze w trakcie pielgrzymki śladami św. Piotra. 

## Publikacje
- W co wierzę? Jak żyć? (Jak żyć? autorstwa ks. Józefa Tischnera), Wydawnictwo Wrocławskiej Księgarni Archidiecezjalnej TUM, 1982[3]
- Biblia a literatura polska, WSiP, 1984[4]
- Pielgrzym Ewangelii, Wydawnictwo oo. Bernardynów Calvarianum, 1985
- Matka Ziemi Myślenickiej, wyd. Myślenice-Kraków A.D., 1993
- Oblicza miłości. Szkice z dziejów miłości w nurcie augustiańskim, Oficyna Wydawnicza PAT, Kraków 1994
- Słownik polskich świętych, Oficyna Wydawnicza „Impuls”, Kraków 1995
- Nad słowem życia, Wydawnictwo oo. Bernardynów Calvarianum, 1995
- Dobra nowina dziś, refleksje liturgiczne – część I, Wydawnictwo oo. Bernardynów Calvarianum, 1996
- Dobra nowina dziś, refleksje liturgiczne – część II, Wydawnictwo oo. Bernardynów Calvarianum, 1997
- Gaździna Podhala. Matka Boska Ludźmierska, Wydawnictwo oo. Bernardynów Calvarianum, 1997
- Zwykli czy niezwykli: sylwetki osób współczesnych, Wydawnictwo WAM, 1998, ISBN 83-87243-15-9
- Religie świata wobec chrześcijaństwa, Wydawnictwo M, 1999
- Homilie na lata A, B i C, także wyd. ang.